# فیل باب
فیل باب (انگلیسی: Phil Babb؛ زادهٔ ۳۰ نوامبر ۱۹۷۰) بازیکن فوتبال اهل جمهوری ایرلند است.
از باشگاه‌هایی که در آن بازی کرده‌است می‌توان به باشگاه فوتبال برادفورد سیتی، باشگاه فوتبال اسپورتینگ پرتغال، باشگاه فوتبال لیورپول، باشگاه فوتبال ساندرلند، باشگاه فوتبال کاونتری سیتی، باشگاه فوتبال ترانمره راورز، و تیم ملی فوتبال جمهوری ایرلند اشاره کرد.